# Magdeburški kanalski most
Magdeburški kanalski most (nemško Kanalbrücke Magdeburg) je velik plovni akvadukt v osrednji Nemčiji v bližini Magdeburga. Največji kanalski most v Evropi, ki se razteza čez reko Labo in neposredno povezuje prekop Mittellandkanal na zahodu s prekopom Laba-Havel vzhodno od reke, kar omogoča, da velike trgovske ladje prehajajo med Porenjem in Berlinom, ne da bi se spuščale v in nato dvigale iz Labe.

## Zgodovina
Načrtovanje prečkanja kanala sega vsaj do začetka 20. stoletja. Delo na prekopu Mittelland se je začelo leta 1905, delo na celotnem projektu pa se je nadaljevalo do leta 1942, ko je bila vsa gradnja ustavljena zaradi druge svetovne vojne. Po vojni vlada Vzhodne Nemčije ni nadaljevala z delom na projektu, ker trgovina med vzhodom in zahodom ni bila več pomembna zaradi hladne vojne. Po ponovni združitvi Nemčij je ponovna vzpostavitev vodnih prometnih poti terjala postavitev vodnega mostu. Delo se je začelo leta 1998, gradnja je trajala šest let in stala 501 milijona EUR. Vodni most zdaj povezuje berlinsko pristaniško omrežje s pristanišči ob reki Ren. V konstrukciji akvadukta je vgrajenih 24.000 ton jekla in 68.000 kubičnih metrov betona. 

## Zapornice
Poleg mostu je bila zgrajena tudi dvojna zapornica, ki omogoča plovilom, da se spustijo z mostu in prekopa Mittelland do prekopa Laba-Havel.

## Konstrukcija

### Oblikovanje
Najmanjša širina prehoda je bila 90 m na Labi in 6,5 m na minimalni višini plovbe na najvišji plovni ravni. Zaradi 30-minutne zapore na bližnji zapornici Hohenwarthe ni bilo potrebno načrtovati mostnega kanala za dvosmerni promet s širino korita 44 m. Zato so izbrali širino korita 34 m z globino vode 4,25 m in uporabno širino 32 m.

### Glavni most
Sedanji glavni most ima neprekinjen jeklen škatlast nosilec preko treh ležišč kot gradbeni sistem v vzdolžni smeri s celotnim razponom 227,4 m. V obeh robnih poljih je razpon 57,1 m, v srednjem polju pa 106,2 m. V prečni smeri je prisoten prečni presek korita. Dvostranski zunanji bočni elementi imajo konstrukcijsko višino 8,15 m in so zasnovani kot votle škatle širine 4,0 m, na zunanji strani kot predalčast okvir s padcem proti srednjim opornikom in na notranji strani (stena korita) kot trdna zidna konstrukcija. Vzdolžni nosilci so povezani z 1,9 m visokimi prečniki, ki so razporejeni na razdalji 3,54 m v glavnem polju in dnom korita, ki sta med seboj povezani.
Jeklena nadgradnja je bila dostavljena s tovornjakom po posameznih delih z največjo težo 150 t. Končno varjenje je potekalo na vzhodnem oporišču na 85 m dolgi vzmetni tirnici. Za montažo mostu je bila uporabljena metoda narivanja. Premik je potekal po sredini reke s pomočjo pontona. Uporabljenih je bilo 9.500 ton konstrukcijskega jekla.

### Pristopni most
Überbau
690,65 m dolg pristopni most je ločen od glavnega mostu z dilatacijskim spojem nad opornikom. Kot konstrukcijski sistem je most iz jeklenih nosilcev s 16 razponi v vzdolžni smeri dolžine 42,85 m. V prečni smeri je prisoten prečni presek korita. Dvostranski zunanji bočni elementi imajo konstrukcijsko višino 8,15 m in so zasnovani kot trdna stenska konstrukcija v obliki škatle v zgornjem delu. Vzdolžni členi so med seboj povezani z devetimi 2,3 m visokimi prečnimi okvirji. Zaradi kratkih razponov obremenitev vode na dnu korita večinoma odvzame sedem 1,9 m visokih stranskih delov.
Jeklena nadgradnja je bila običajno dobavljena v posameznih delih v dolžinah, ki ustrezajo pravilnemu razponu 42,85 m z ladjo. Gosenični žerjav je dvignil posamezne komponente, ki so  jih nato zvarili. Uporabljenih je bilo 12.400 ton konstrukcijskega jekla.

## Posebnosti
V zimskem času je treba omeniti sistem za zamrzovanje ledu. V ta namen se v vodo na straneh kanala piha zrak. Vzhajajoči mehurčki preprečujejo nastajanje ledu med steno korita in vodno površino. Tako led ne more prekiniti stene korita.
Nad rečni oporniki so kroglični ležaji premera 2,18 m za navpično obremenitev 135 MN.